# Stefan Krücken
Stefan Krücken (* April 1975 in Neuss) ist ein deutscher Journalist, Autor und Verleger. Mit seiner Frau Julia Krücken gründete er 2007 den Ankerherz Verlag.

## Leben
Der 1975 in Neuss geborene Krücken wuchs in Dormagen im Stadtteil Horrem auf und besuchte das Bettina-von-Arnim-Gymnasium. Er studierte Politische Wissenschaft, Germanistik und Anglistik an der Universität zu Köln und schloss das Studium als Magister Artium ab. Seine journalistische Karriere begann er als freier Mitarbeiter für Publikationen wie den Rheinischen Anzeiger, die Neuss-Grevenbroicher Zeitung, die Rheinische Post und Die Welt. Ab 1997 war Krücken freier Polizeireporter für den Kölner Stadt-Anzeiger. 1998 ging er nach Chicago, wo er in gleicher Funktion für die Chicago Tribune tätig war. Von 1999 bis 2000 absolvierte er sein Volontariat beim Kölner Stadt-Anzeiger, wo er im Anschluss als festangestellter Redakteur tätig blieb. Ab dem Jahr 2001 war er als Reporter für das Hamburger Lifestyle-Magazin max tätig, später auch für Zeitschriften wie mare und Stern.
2007 gründete er in Hollenstedt mit seiner Frau Julia Krücken den unabhängigen Ankerherz Verlag. Beide hatten mehreren Verlagen zuvor erfolglos die Publikation eines Buches über alte Kapitäne angeboten. Bereits die ersten Titel Orkanfahrt, Wellenbrecher und Sturmkap wurden Bestseller; auch das Buch Unverkäuflich über Bobby Dekeyser verkaufte sich gut. Seine erfolgreichste Veröffentlichung war die Jürgen-Schwandt-Biografie Sturmwarnung, die 42 Wochen auf der Spiegel-Bestsellerliste stand und von der etwa 100.000 Exemplare verkauft wurden. Von 2008 bis 2010 war Krücken parallel zur Verlagstätigkeit als Editor-at-Large für das Männermagazin GQ tätig. Seit August 2010 ist er als Reporter und Autor für unter anderem den Tagesspiegel, den Stern und die Frankfurter Rundschau tätig. Außerdem betreibt er den Online-Radiosender Radio Ankerherz.
Mit dem Ankerherz Verlag engagiert sich Krücken für die Flüchtlingshilfe und vor allem die Seenotrettung von Flüchtlingen. Dieses Engagement brachte ihm zahlreiche Anfeindungen und auch Morddrohungen ein; Lesungen konnte er teilweise nur unter Polizeischutz durchführen.
Krücken und seine Frau Julia, die Geschäftsführerin des Ankerherz Verlags ist, haben vier Kinder. Die Familie lebt im Süden von Hamburg.

## Schriften (Auswahl)
- mit Óttar Sveinsson (Hrsg.), übersetzt aus dem Isländischen von Christoph G. Rech: Godafoss: Der Untergang der Godafoss. Hollenstedt, Ankerherz Verlag, 2011, ISBN 978-3-940138-10-1.
- Unverkäuflich! Schulabbrecher, Fussballprofi, Weltunternehmer; Die völlig verrückte Geschichte von Bobby Dekeyser. Hollenstedt, Ankerherz Verlag, 2012, ISBN 978-3-940138-19-4.
- Orkanfahrt: 25 Kapitäne erzählen ihre besten Geschichten. Hollenstedt, Ankerherz Verlag, 2013, ISBN 978-3-940138-00-2.
- Wilde Welle: Die besten Geschichten alter Kapitäne. Hollenstedt, Ankerherz Verlag, 2014, ISBN 978-3-940138-90-3.
- mit Jochen Brenner, Florian Bickmeyer: Nur raus hier! 18 Geschichten von der Flucht aus der DDR. 18 Geschichten gegen das Vergessen. Hollenstedt, Ankerherz Verlag, 2014, ISBN 978-3-940138-76-7.
- mit Jürgen Schwandt: Sturmwarnung: das aufregende Leben von Kapitän Schwandt. Hollenstedt, Ankerherz Verlag, 2016, ISBN 978-3-945877-00-5.
- mit Jochen Pioch: Mayday! Seenotretter über ihre dramatischsten Einsätze. Hollenstedt, Ankerherz Verlag, 2017, ISBN 978-3-940138-79-8.
- mit Horst Schramm: Dr. Kreuzfahrt: Blinddarm im Atlantiksturm – ein Schiffsarzt über seine spektakulärsten Fälle auf See. Hollenstedt, Ankerherz Verlag, 2017, ISBN 978-3-945877-23-4.
- mit Markus Wasmeier: Dahoam: zwischen Schliersee und Tokio. Hollenstedt, Ankerherz Verlag, 2017, ISBN 978-3-940138-62-0.
- mit Hans Peter Jürgens: Sturmkap: Um Kap Hoorn und durch den Krieg – die unglaubliche Reise von Kapitän Jürgens. Hollenstedt, Ankerherz Verlag, 2018, ISBN 978-3-945877-28-9.
- mit Olaf Kanter: Inseln. Hollenstedt, Ankerherz Verlag, 2020, ISBN 978-3-945877-31-9.
- mit Olaf Kanter: Leuchttürme. Hollenstedt, Ankerherz Verlag, 2020, ISBN 978-3-945877-32-6.
- Unsinkable Sam : 51 wahre Geschichten von der See. Abenteuer von den Meeren. Band 1. Mit Illustrationen von Bart Sparnaaij. Hollenstedt, Ankerherz Verlag, 2024, ISBN 978-3-945877-58-6